# جامع لار
جامع لار (بالفارسية: مسجد جامع لار) هو مسجد تاريخي يعود إلى عصر الدولة الصفوية، ويقع في مقاطعة لارستان.